# Autoritat reguladora estricta
Una autoritat reguladora rigorosa o autoritat reguladora estricta és una autoritat nacional de regulació de medicaments que l'Organització Mundial de la Salut (OMS) considera que aplica normes estrictes de qualitat, seguretat i eficàcia en el seu procés de revisió regulador de medicaments i vacunes per a l'autorització de comercialització.
El 2020, les autoritats reguladores nacionals de 35 països eren consideren rigoroses. Per exemple, l'FDA dels Estats Units o l'AEMPS d'Espanya.